# 마미야촌
마미야촌(馬宮村)은 사이타마현 기타아다치군에 존재했던 촌이다. 현재의 사이타마시 니시구의 남동부에 해당한다.

## 지리
현재 마미야 지구 내에는 기차역이 없지만 1940년까지 노면전차 세이부 오미야선이 운행되었다. 마미야촌 내에는 다카기역, 니시아즈마역 두 개의 정거장이 설치되었다. 

## 개요
현재 이 지역은 주택지화가 진행되었지만, 여전히 농지가 남아 있어 구 오미야 시내에서 가장 외진 지역 중 하나다. 아라카와 강변의 저지대에 위치하고 있으며, 강변에는 골프장이 있다. 

## 역사
- 1889년 4월 1일 - 정촌제 시행에 수반해 기타아다치군 미야마촌이 성립하였다.
- 1955년 1월 1일 - 사시오기촌, 하루오카촌, 우에미즈촌, 가타야나기촌, 나나사토촌과 함께 오미야시에 편입되어,동일 마미야촌은 폐지되었다.

## 참고문헌
- 「角川日本地名大辞典」編纂委員会『角川日本地名大辞典 11 埼玉県』角川書店、1980年7月8日。ISBN 4040011104。
- 「馬宮のあゆみ」刊行委員会編集発行『馬宮のあゆみ〜荒川の流れとともに〜』、1992年11月5日。